# 毛利尚武
毛利 尚武（もうり なおたけ） は、日本の工学者。東京大学名誉教授。放電加工の第一人者。紫綬褒章受章。

## 経歴
- 1968年 東京都立大学理学部物理学科卒業、富士重工業入社[1]
- 1979年 東京大学大学院工学系研究科博士課程修了[1]
- 1988年 豊田工業大学工学部教授[1]
- 2000年 東京大学大学院工学系研究科精密機械工学専攻教授[1]
- 2001年 電気加工学会会長[2]
- 2002年 東京大学大学院工学系研究科精密機械工学専攻長[1]
- 2003年 紫綬褒章受章[2][3]
- 2004年 東京大学工学部システム創成学科知能社会システムコース長[1]
- 2009年 東京大学名誉教授、大学評価・学位授与機構学位審査研究部教授[4]
- 2011年 大学評価・学位授与機構研究開発部学位審査研究主幹[5]
- 2018年 瑞宝中綬章受章[6]